# منطقة موجا
موجا رمزها «MO» (بالإنجليزية: Moga)‏ ، هو تقسيم إداري لدولة الهند تتبع ولاية بنجاب (بالإنجليزية: Punjab)‏ ، مركزها هو مدينة موجا (بالإنجليزية: Moga)‏ عدد سكانها حسب تعداد سنة 2001 هو 886,313 ، مساحتها 1,672 كم² وكثافة السكان 530 لكل كم² .